# 光の村土佐自然学園

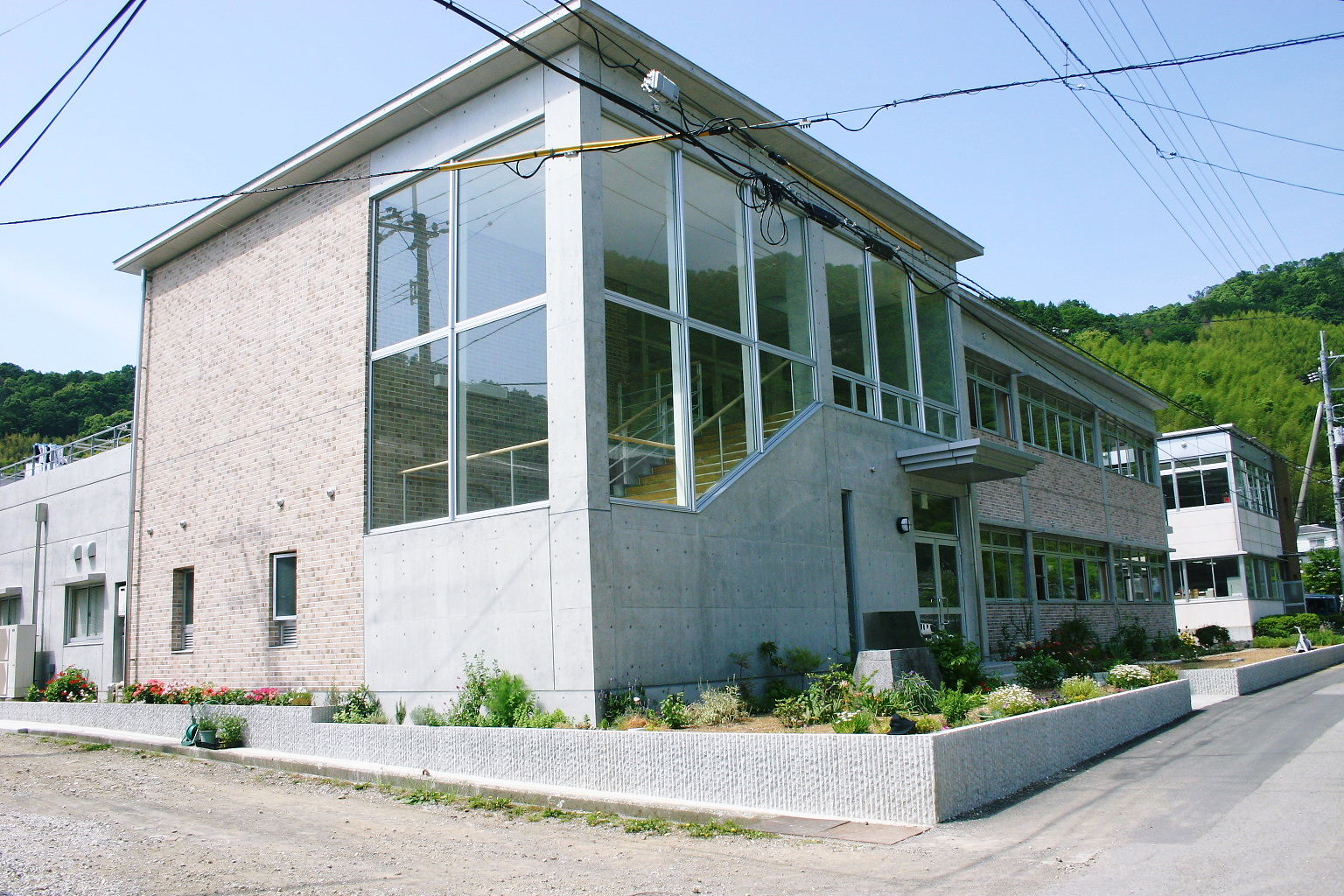
新館校舎

光の村土佐自然学園（ひかりのむらとさしぜんがくえん）とは、高知県土佐市新居2829にある全寮制の特別支援学校。中学部・高等部・専攻科2年の8年制。

## 概要
光の村学園は、知的障害児・者の自立をめざして設立された。一人一人に合わせた教育を行っている。 障害者も健常者と同様に無限の可能性を持っていることを信じてこの学校を創立した、西谷英雄の信念を受け継いでいる。学校法人光の村学園は光の村土佐自然学園(高知県土佐市)と光の村秩父自然学園(埼玉県秩父市)の2校がある。両校とも中学部・高等部・専攻科2年制で運営している。また全寮制のため、両校寄宿舎が付属している。

## 沿革
以下の内容は『光の村養護学校土佐自然学園要覧』による。
- 1966年：光の村職業補導所を私立学校に切り替える計画を立て、先ず寮を知的障害児施設に切り替える。光の村学園と称する。
- 1969年：学校法人光の村養護学校として、定員80名（高等部本科3年・別科2年)で開校。初代校長に西谷英雄が就任する。
- 1986年：埼玉県に養護学校（光の村養護学校秩父自然学園、中学部8名）を新設。土佐市の学校を「光の村養護学校土佐自然学園」、法人名を「学校法人光の村学園」に改称する。
- 1989年：光の村養護学校秩父自然学園に高等部を開設する。
- 1995年：高知県児童生徒文化賞（保健体育部門）を受賞。
- 2002年：第2回全国障害者スポーツ大会（よさこいピック）で生徒が金メダル1個、銀メダル2個、銅メダル3個を獲得。

## 併設実習工場

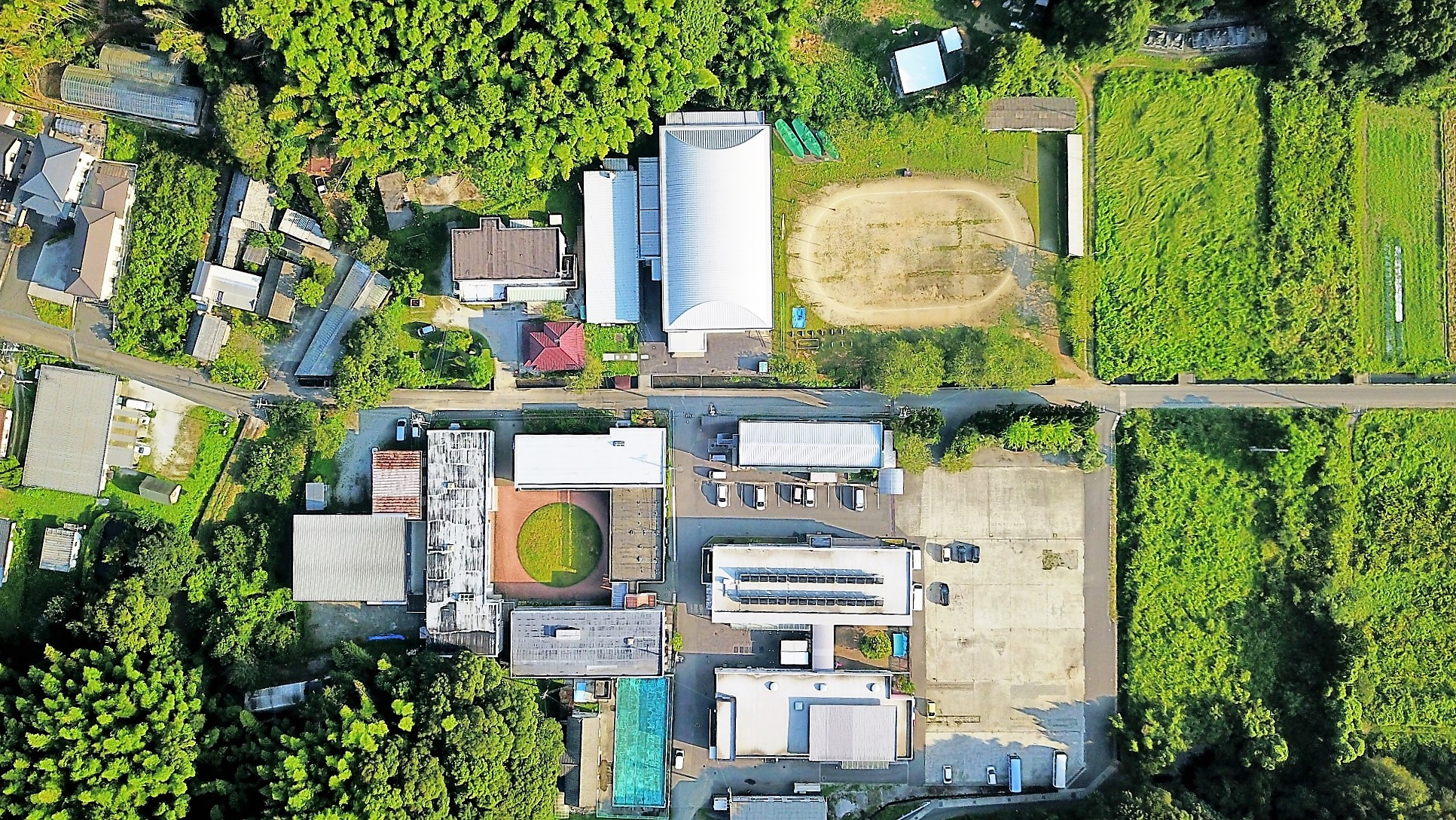
高知県土佐市にある光の村養護学校土佐自然学園校舎の空撮写真

以下の実習工場がある。
紙器実習工場
創立者の西谷英雄が知的障害を持つ子供の仕事として有効だと考えて開設した。貼箱をや折箱を製造している。
製菓・製パン工場
「自分たちの食べるパンは自分たちで作る」方針から設置された。現在は移動販売も実施している。
割り箸工場
周辺の竹林に自生する竹の有効利用として始められた。
ブンタン農園
土佐市はブンタン発祥の土地で、後継者不足から放置されかけた農園の活用として始められた。

## 学校行事
『光の村養護学校土佐自然学園要覧』による。
- 4月 入学式
- 5月 連休家庭学校、光の村強歩大会
- 6月 健康診断、歯科検診
- 7月 水泳、夏期合宿、バイク・川下り
- 8月 家庭学校、夏期合宿(光の村養護学校秩父自然学園と合同)
- 9月 避難訓練
- 10月 体育祭、卒業旅行（中学部・高等部）
- 11月 室戸サイクリング
- 12月  学習発表会・敬老会
- 1月 校内駅伝大会
- 2月 高知龍馬マラソン大会参加、光の村マラソン大会
- 3月 卒業式、光の村文化祭

## 交通
- 高知駅または朝倉駅よりとさでん交通宇佐行きバス「奥谷通り光の村前」下車　徒歩10分